# Sommet mondial sur le développement durable
Le Sommet mondial sur le développement durable, aussi appelé sommet de la Terre de Johannesbourg ou sommet de Johannesbourg, s'est tenu du 26 août au 4 septembre 2002, à Johannesbourg en Afrique du Sud. Sommet mondial du développement durable organisé par les Nations unies, il a réuni plus de cent chefs d'État et environ 60 000 personnes, parmi lesquelles des délégués, des représentants d'ONG, des journalistes et des entreprises.

## Objectifs
Cette quatrième édition des Sommets de la Terre visait à faire le bilan du précédent, tenu à Rio de Janeiro en 1992. Centré sur le développement durable. Sa finalité était l'adoption d'un plan d'action en 153 articles décomposés en 615 alinéas sur de nombreux sujets : pauvreté et paupérisation, consommation, ressources naturelles et leur gestion, globalisation, respect des Droits de l'homme, etc.

### Thèmes d'études
Certains thèmes particulièrement préoccupants ont été au cœur des débats de ce sommet.

#### Accès à l'eau et stress hydrique
Alors que la consommation mondiale ne cesse de croître, notamment avec l'émergence de Nouveaux Pays Industrialisés (NPI) comme l'Inde et la Chine, les ressources en eau deviennent des facteurs sociaux, économiques et politiques majeurs et critiques, sources de conflits potentiels.
Ainsi le Sommet de la Terre 2002 a été le lieu de débats et d'orientations sur la gestion de ces ressources, la nécessité d'une consommation rationnelle, et l'accès des populations démunies à l'eau potable. Un des objectifs fut de réduire d'ici 2015 la population ne disposant pas d'assainissement adéquat des eaux usées.

#### Dossier des énergies
L'énergie fut un autre dossier sensible étudié lors de cette édition. Les pays du Nord, notamment les États-Unis d'Amérique, sont régulièrement montrés du doigt pour leur surconsommation d'énergie, et les NPI peinent à satisfaire leur demande. Les réserves d'énergies fossiles sont menacées d'épuisement dans les prochaines décennies, et les cours du pétrole le rendent prohibitif pour les pays du Sud.
Malgré ce contexte de tensions économiques internationales, les énergies renouvelables et leurs utilisations restent confidentielles et hors de prix pour bon nombre de pays émergents.

#### Production agricole
La productivité agricole par l'agriculture intensive suscite quelques remous dans la communauté scientifique et chez les consommateurs. En sus de la régression et de la dégradation des sols, cette méthode de production provoque, par l'usage d'engrais et de pesticides, une pollution des produits finaux et des nappes phréatiques. D'autres systèmes de production agricole ont connu un engouement, telle l'agriculture biologique, mais reste hors de portée des pays du Sud qui peinent parfois à s'auto-suffire.

#### Effondrement de la biodiversité
Sous l'effet de la pression démographique, et des activités humaines, de nombreuses réserves écologiques voient leur surface grignotée ou leur existence menacée par les nécessités économiques des pays. Ainsi de nombreuses espèces végétales, animales, microbiennes et de champignons disparaissent sous l'effet de la déforestation ou de la destruction ou fragmentation de leur milieu.
Les États se sont engagés lors de ce sommet à assurer avant 2010 une forte réduction du rythme de perte de biodiversité aux niveaux mondial, régional et national, dont pour contribuer à l’atténuation de la pauvreté, et au profit de toutes les formes de vie sur la planète (« objectif de biodiversité de 2010 »). L'ONU note que cela nécessitera des mesures multi-niveaux, et la mise en œuvre des stratégies et des plans d’action nationaux pour la préservation de la biodiversité, ainsi qu'une allocation de ressources financières et techniques supplémentaires aux pays en développement.
Durant ce même sommet, les États de l'Union européenne ont préparé un objectif plus ambitieux : stopper la perte de biodiversité avant 2010 en Europe, et ils se sont mis d'accord, sur l'objectif de reconstitution des ressources halieutiques d'ici 2015, dans un objectif de développement durable.
Suites :
- L'objectif-biodiverstié n'a cependant pas été tenu, ni au niveau mondial ; ni au niveau européen[1] ;  Et depuis la « date butoir » de 2010, la biodiversité continue globalement à régresser, dans la plupart des pays et des régions, avec des répercussions en cours ou attendues en matière d'alimentation, de santé et d'adaptation au changement climatique[1]. En 2012, à la Conférence d'Hyderabad sur la diversité biologique, la biodiversité reste une priorité mondiale, d'ailleurs affichée des Nations-Unies pour toute la « décennie 2011-2020 » qui a été officiellement déclarée « Décennie de la biodiversité »  par l'ONU[2].
- Concernant la surpêche, une étude du centre de recherches Océan du futur de Kiel, publiée en 2010, a néanmoins montré qu'avec les plafonds actuels de la politique commune de la pêche, cet objectif ne serait pas atteint avant 2030[3].

#### Santé
Alors que les laboratoires recherchent de nouveaux principes actifs parmi les espèces des pays du Sud, nombre de ceux-ci n'ont toujours pas accès aux pharmacopées des pays développés, privant de soins des populations entières souvent confrontées aux fléaux du Sida et du paludisme.

## Portée symbolique
Le Sommet de la Terre présente un enjeu symbolique important. Il se veut la preuve du développement d'une culture mondiale de respect de l'écologie mais est marqué, d'un point de vue français, par le cri pessimiste lancé par Jacques Chirac devant l'assemblée plénière : « Notre maison brûle et nous regardons ailleurs. »
C'est aussi à cette occasion que le président Chirac proposera de voir dans la culture « le quatrième pilier du développement durable aux côtés de l’économie, de l’environnement et de la préoccupation sociale ».
Il vise à démontrer la capacité collective à gérer les problèmes planétaires et à s'opposer à une version unilatérale de la puissance principale, celle des États-Unis. Il affirme la nécessité d'une croissance devant se faire dans le respect de l'environnement, avec le souci de la santé, de l'instruction et de la justice. Des dirigeants politiques importants de la nouvelle démocratie sud-africaine y participent, comme Cheryl Carolus.
L'enjeu politique du Sommet est également important puisqu'il s'agit de démontrer que la guerre contre le terrorisme n'est pas l'unique problème mondial actuel.

## Polémiques

### Inertie des grandes puissances
Le gouvernement des États-Unis n'avait pas souhaité participer au Sommet. L'Union européenne indiqua à l'ouverture du Sommet de la Terre qu'elle ne renégocierait pas les accords récemment conclus à Monterrey et à Doha (Qatar). Ces accords portaient sur les montants d'aides publiques au développement (APD) et sur la libération du commerce international. Elle estima que le Sommet de la Terre n'était pas le lieu de négociations pour le démantèlement progressif des subventions des pays développés.
Deux dossiers-clés bloquèrent l'adoption d'un Plan d'action :
- la demande adressée par le Nord au Sud de respecter les Droits de l'Homme et lutter contre la corruption ;
- l'établissement de nouveaux objectifs de réduction de pauvreté. Les objectifs consistaient par exemple à réduire de moitié, d'ici 2015, la population mondiale ne disposant pas d'assainissement adéquat (eaux usées) et de porter à 15 % d'ici 2010, la proportion d'énergies renouvelables (e.g. éolien, solaire).

Certains points ont été difficiles à négocier. Ainsi, les États-Unis s'opposèrent à la mention du principe de précaution dans le texte, ainsi qu'à l'évocation, même indirecte, du Protocole sur la biosécurité, qui concerne les organismes génétiquement modifiés (OGM). Ils refusèrent également l'adoption d'objectifs chiffrés sur l'énergie ou la dépollution de l'eau.

### Libéralisme humanitaire
Les pays du Nord entendirent impliquer les entreprises privées en mettant en place des partenariats entre gouvernements et entreprises privées. L'ONU avait d'ailleurs rendu publique une liste de partenariats, passés avec des entreprises ayant reçu son aval comme respectueuses de l'environnement. Les partenariats sont connus sous le nom de Type II agreements.
Certains, notamment des représentants d'ONG, protestèrent alors contre l'attitude des États-Unis et de l'Union européenne, qui défendaient, selon eux, les intérêts des multinationales. Beaucoup virent cette solution, promue par Washington, comme une manière pour l'État de renoncer à ses responsabilités.

### Coûts financiers du Sommet
Le coût du Sommet de Johannesbourg atteint 80 millions d'euros, répartis entre l'Organisation des Nations unies (47 millions d'euros) et l'Afrique du Sud (33 millions d'euros).
Catherine Kamping a fait remarquer lors des déclarations de clôture que tandis « qu'un tiers de la planète gagne moins d'un dollar par jour, ils ont passé dix jours dans ce paradis de richesse pour aboutir à des résultats décevants. »